# Van de Velde (bedrijf)

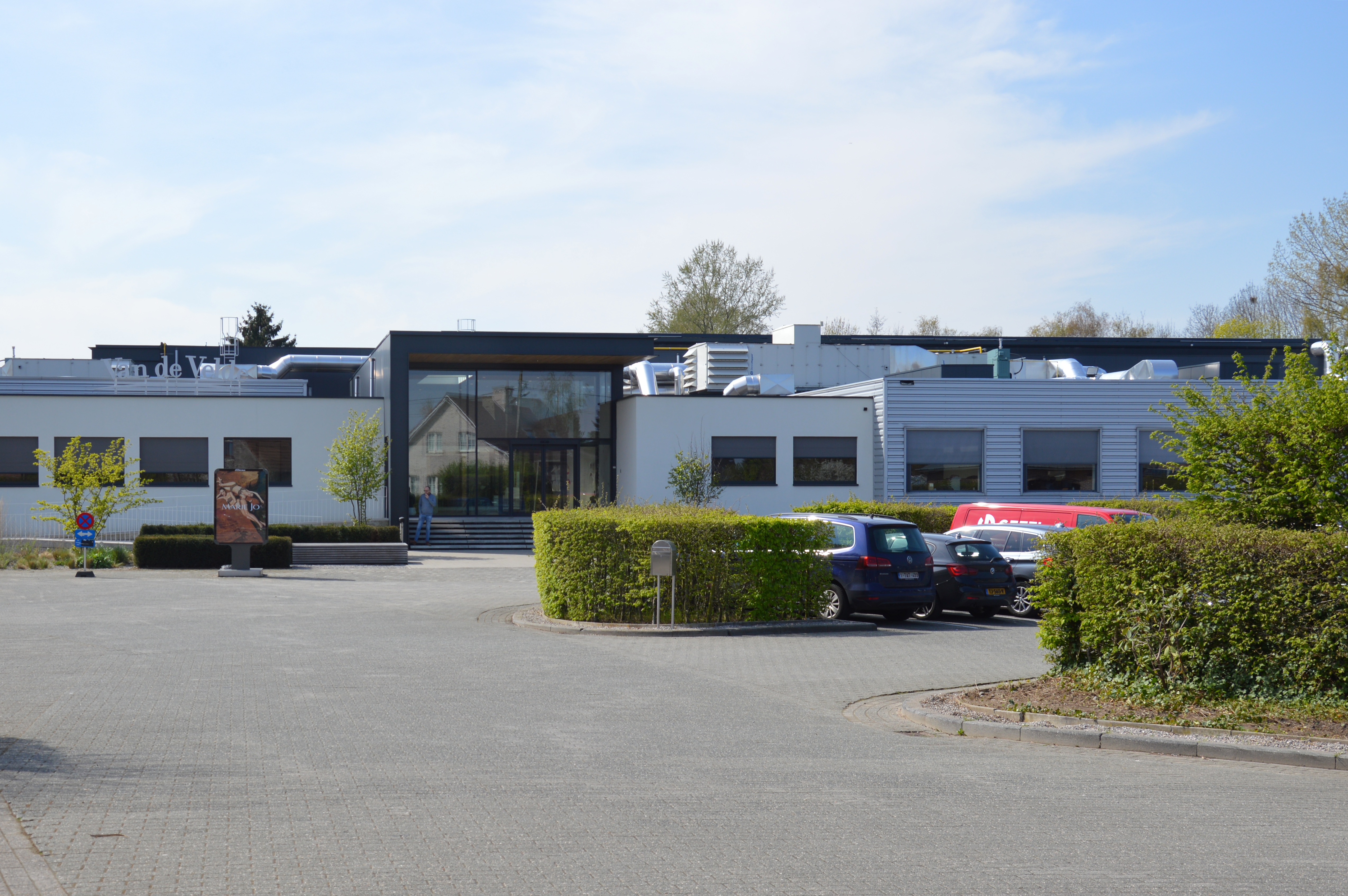
Hoofdzetel in Schellebelle

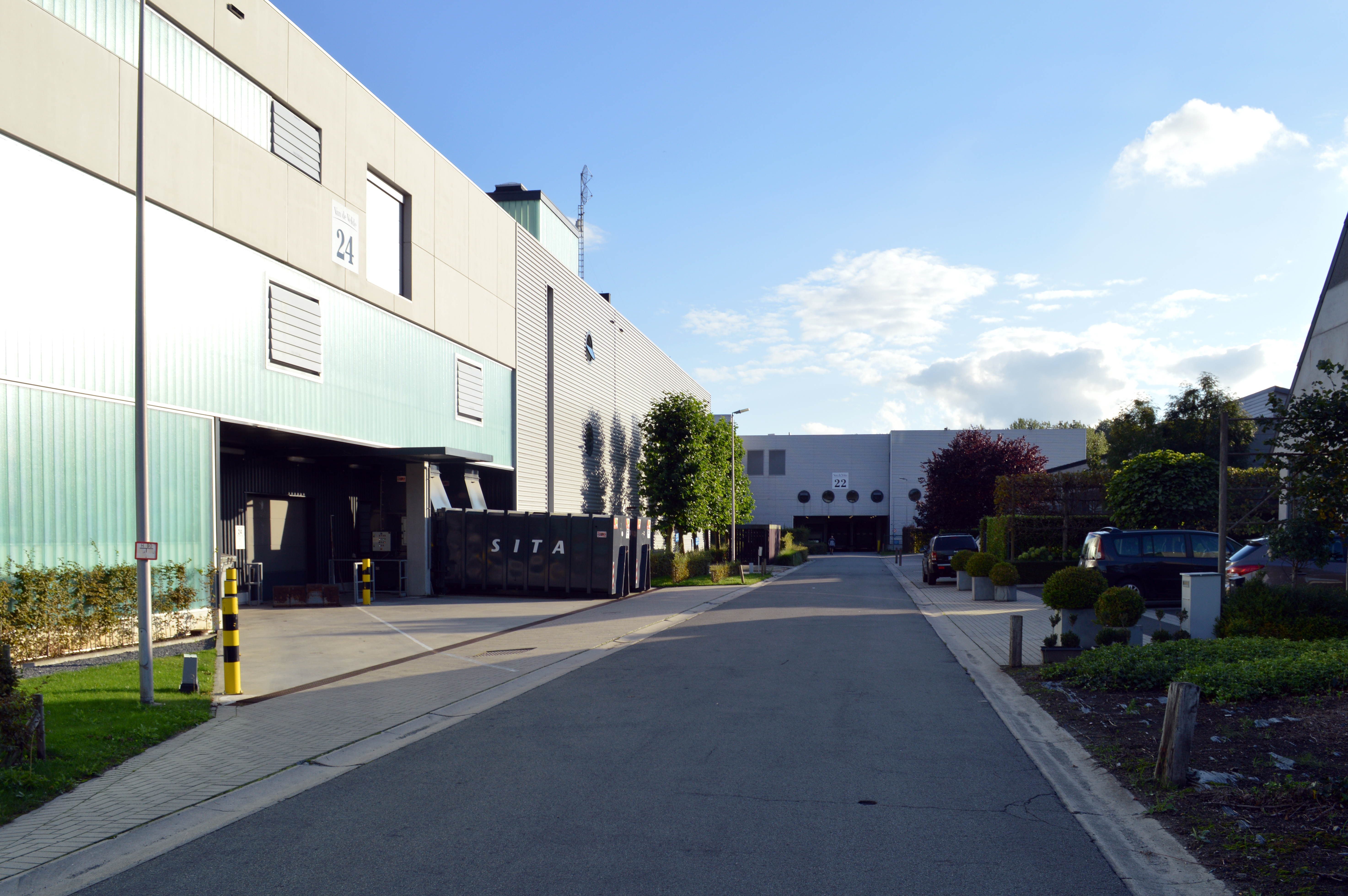
Distributiecentrum in Wichelen

Van de Velde is een Belgisch beursgenoteerd bedrijf dat luxueuze lingerie en figuurcorrigerend ondergoed voor vrouwen ontwerpt, produceert en verhandelt. De hoofdzetel is in het Oost-Vlaamse dorp Schellebelle (Wichelen), waar de producten ontworpen en ontwikkeld worden, terwijl de productie in het buitenland gebeurt. De producten worden verkocht onder de hoofdmerken Marie Jo, Primadonna en Sarda. Het bedrijf is daarnaast uitbater van de winkelketens Lincherie & Rigby & Peller.
In januari 2017 werd Erwin Van Laethem topbestuurder van het bedrijf. In december 2018 werd hij opgevolgd door Marleen Vaesen. Tussen mei en november 2022 was Peter Corijn CEO. Sinds 30 november 2022 neemt Karel Verlinde het over als interim-CEO.

## Geschiedenis
Aan het begin van de 20e eeuw waren er verschillende kleine korsetten- en lingeriebedrijven actief in Schellebelle. Zij werden in eerste instantie opgericht door leerlingen van de plaatselijke nonnenschool, waar de meisjes korsetten leerden stikken voor klanten in Brussel. Korsettenfabriek DéWé, opgericht in 1899 en gesloten in 1998, zette de toon, maar Van de Velde is het enige nog bestaande kledingbedrijf uit Schellebelle. In 1919 richtten Margaretha en Achiel Van de Velde de korsettenfabriek Van de Velde op.
In 1948 stapte hun zoon William Van de Velde in het bedrijf, samen met zijn echtgenote Livine Van der Wee, zijn zus Gaby en schoonbroer Raoul Laureys. In 1949 breidde Van de Velde het assortiment uit met beha's en andere korsetterie. Het bedrijf leverde de producten rechtstreeks aan lingeriewinkels, die het onder eigen private labels verkochten.
Van de jaren 80 tot 2004 leidden de broers Karel en Herman Van de Velde en hun neef Lucas Laureys het bedrijf. In 1981 bracht het bedrijf een eigen lingeriemerk op de markt: Marie Jolie, snel afgekort tot Marie Jo. In 1990 werd het Duits PrimaDonna overgenomen, een lingeriemerk gespecialiseerd in grote maten waarvoor Van de Velde al onder private label produceerde.
In 1992 opende Van de Velde een fabriek in Szekszárd in Hongarije, die in 1995 wordt uitgebreid tot drieduizend vierkante meter en 300 personeelsleden. In het Tunesische Kondar opende Van de Velde eveneens een fabriek. Van de Velde opende in 1997 een nieuw distributiecentrum in Wichelen en introduceerde 40% van zijn aandelen op de beurs. Het distributiecentrum werd in 2000 verder uitgebreid, evenals de productie-eenheid in Tunesië. De fabriek in Szekszárd werd in 2009 gesloten.
Het bedrijf nam in 2001 een participatie in Top Form International, een Chinese, beursgenoteerde lingerieproducent. Van de Velde hevelde een deel van de assemblage over naar China, terwijl de creatie, productontwikkeling, kwaliteitscontrole, verpakking, stockage en verzending in België bleven. In het Wichelse gebouw bevinden zich het lab, een snijzaal, de stoffenopslag, de voorraad en de afdeling kwaliteitscontrole.
In 2007 ging Van de Velde een "strategische alliantie" aan met de Amerikaanse lingeriewinkelketen Intimacy Management LLC. In 2010 heeft Van de Velde een meerderheidsaandeel van 85% in Intimacy. Daarnaast nam Van de Velde de Spaanse bedrijven Eurocorset en Andrés Sardá in 2008 over. De Nederlandse winkelketen Lincherie belandde in 2010 in de bedrijfsportefeuille. Het volgende jaar verwierf Van de Velde 87% van de aandelen in de Britse retailketen Rigby & Peller. In 2011 sloot Van de Velde een joint venture-overeenkomst met Getz Bros. om Private Shop uit te baten en verder te ontwikkelen in China en Hong Kong.
Het distributiecentrum in Wichelen werd in 2012 uitgebreid met een volledige nieuwbouw, waarna de bedrijfsafdelingen van Schellebelle naar Wichelen verhuisden. De site in Wichelen heeft sindsdien een totale bruikbare oppervlakte van bijna 27.000 m².
In 2014 lanceerde Van de Velde PrimaDonna Swim, de eerste zwemkledinglijn en in 2018 werd de eerste Marie Jo Swim collectie gelanceerd. 